# اس‌ام یوبی-۸۶
اس‌ام یوبی-۸۶ (به انگلیسی: SM UB-86) یک زیردریایی بود که طول آن ۵۵٫۸۵ متر (۱۸۳٫۲ فوت) بود. این زیردریایی در سال ۱۹۱۷ ساخته شد.